# Bohócszínház Alapítvány
A Bohócszínház Alapítvány 1996-ban alakult, azzal a céllal, hogy térítés nélkül, ajándékozással egybekötött vidám, játékos programokat szervezzen beteg, sérült gyermekek számára, országosan. A helyszínek a kórházak gyermekosztályai. Az alapítvány tagjai önkéntesen végzik a feladatokat.

## Zenés interaktív mesejáték vak és látássérült gyerekek számára
A Bohócszínház Alapítvány szervezésében vak és gyengén látó gyerekek számára került színházi előadásban színpadra egy interaktív mesejáték, kb. 100 gyermek részvételével. A megvalósítás során együttműködés valósult meg a Vakok Intézetével, a Vakok Óvodája, Általános Iskolájával. A tartalmi és technikai összeállítás alkalmazkodott a speciális körülményekhez. Az előadás további érdekessége, hogy – más óvodákkal együttműködve - látó gyermekek is megnézték a műsort, így kettős cél valósult meg: egyrészt a gyengén látók kulturális integrálása, másrészt a látó gyerekek toleranciára, elfogadásra való nevelése, a sajátos nevelést igénylőkkel való együttélés, együtt játszás természetességének elfogadása. A mesejáték elemei a gyerekek speciális igényei szerint kerültek összeállításra. Cél, hogy a vak gyerekek számára is teljes értékű, örömteli élmény legyen a színházlátogatást.

## Meglátogatott kórházak
- Békéscsaba – Réthy Pál Kórház
- Budapest – Szent János Kórház
- Budapest – Bethesda Kórház
- Cegléd – Városi Kórház
- Debrecen – Kenézy Gyula Kórház
- Dunaújváros – Szent Pantaleon Kórház
- Eger – Markhot Ferenc Kórház
- Esztergom – Vaszary Kolos Kórház
- Fehérgyarmat – Szatmár Beregi Kórház
- Gyöngyös – Bugát Pál Kórház
- Győr – Petz Aladár Megyei Kórház
- Gyula – Pándy Kálmán Kórház
- Hatvan – Albert Schweitzer Kórház
- Kaposvár – Kaposi Mór Oktató Kórház
- Keszthely – Városi Kórház
- Komárom – Selye János Kórház
- Miskolc – Gyermekegészségügyi Központ
- Mosonmagyaróvár – Karolina Kórház
- Nyíregyháza – Jósa András Kórház
- Pápa – Gróf Eszterházy Kórház
- Pécs – Kerpel-Fronius Ödön Gyermekkórház
- Siófok – Városi Kórház
- Sopron – Erzsébet Kórház
- Székesfehérvár – Szent György Kórház
- Szekszárd – Balassa János Kórház
- Szolnok – Hetényi Géza Kórház
- Szombathely – Markusovszky Kórház
- Tatabánya – Szent Borbála Kórház
- Vác – Jávorszky Ödön Kórház
- Veszprém – Csolnoky Ferenc Kórház